# Laura Zúñiga
Laura Elena Zúñiga Huizar (Culiacán, 3 gennaio 1985) è una modella messicana.

## Biografia
Dopo aver vinto il titolo di Nuestra Belleza Sinaloa, ha partecipato al concorso di Nuestra Belleza Mexico 2008 ed è stata automaticamente selezionata a rappresentare il paese a Miss International 2009.
Il 23 dicembre 2008, arrestata a Zapopan in compagnia di sette uomini collegati col traffico di armi, ha dichiarato di essere stata rapita dal suo compagno Ángel Orlando García Urquiza, accusato di essere il leader del cartello di Juárez, e di essere stata inconsapevole delle sue attività illecite.